# Яловец
Яловец е връх в словенските Юлийски алпи и в национален парк Триглав. Той е висок 2645 m, което го прави седми по височина в страната и четвърти по височина в парка.